# جروم ویلیامز (بازیکن بسکتبال)
جروم ویلیامز (انگلیسی: Jerome Williams؛ زادهٔ ۱۰ مهٔ ۱۹۷۳) بازیکن بسکتبال اهل ایالات متحده آمریکا است. از باشگاه‌هایی که در آن بازی کرده‌است می‌توان به تورنتو رپترز، دیترویت پیستونز، شیکاگو بولز، و نیویورک نیکس اشاره کرد.